# كاربيدوبا/ليفودوبا/إنتاكابون
كاربيدوبا/ليفودوبا/إنتاكابون هو دواءٌ مركبٌ دوباميني الفعل يحتوي على الليفودوبا والكاربيدوبا والإنتاكابون لعلاج مرض باركنسون. ويُباع بالاسم التجاري ستاليفو (بالإنجليزية: Stalevo)‏. تُسوِّق هذا الدواء شركة نوفارتس للأدوية -ومقرها سويسرا-، ويُصنَّع في فنلندا.

## الاستخدامات الطبية
يوصى باستخدام كاربيدوبا/ليفودوبا/إنتاكابون لعلاج مرض باركنسون.
كما يوصى باستخدامه في الاتحاد الأوروبي لعلاج البالغين المصابين بمرض باركنسون، ولعلاج التقلبات الحركية في نهاية الجرعة التي لم تستقر على العلاج المثبط لنازعة كربوكسيل L-الحمض الأميني العطري ليفودوبا/دوبا.

## الآثار الجانبية
في بعض الأحيان قد يحدث زوال للآثار الجانبية مع نهاية الفاصل الزمني للجرعات؛ حيث قد يشعر المريض بالأعراض الباركنسونية. وقد يحدث تغيير في لون البول [الإنجليزية] أو اللعاب أو العرق (لون غامق مثل الأحمر أو البني أو الأسود) بعد أخذ الدواء.

## التفاعلات الدوائية
يُمنَع استخدام كاربيدوبا/ليفودوبا/إنتاكابون للمرضى الذين يتناولون فئة من الأدوية المضادة للاكتئاب، والمعروفة بمُثَبَّطات أُكسيداز أُحادي الأمين (MAOIs) غير الانتقائية، مثل فينيلزين، وترانيلسيبرومين.
ويمكن أن يؤدي الجمع بين كاربيدوبا/ليفودوبا/إنتاكابون مع هذه العقاقير إلى آثار جانبية خطيرة، تُهدِّد حياة المريض. ولذلك يجب التوقف عن تعاطي مُثَبَّطات أُكسيداز أُحادي الأمين (MAOIs) قبل أسبوعين -على الأقل- من بدأ العلاج بكاربيدوبا/ليفودوبا/إنتاكابون.

## آلية العمل
ليفودوبا مُركَّب طليعي مباشر للدوبامين. وإنتاكابون مثبط انتقائي وعكسي لناقلة ميثيل O-الكاتيكول، يمنع تحلل الليفودوبا. لا يعبر إنتاكابون الحاجز الدموي الدماغي. وكاربيدوبا مثبطٌ محيطيٌّ لنازعة كربوكسيل L-الحمض الأميني العطري. كاربيدوبا -والذي لا يعبر الحاجز الدموي الدماغي مثل الليفودوبا- يُمزج مع الليفودوبا؛ لمنع تحوله إلى الدوبامين في الأنسجة المحيطية.

## المجتمع والثقافة

### الوضع القانوني
وافقت إدارة الغذاء والدواء الأمريكية (FDA) على استخدام كاربيدوبا/ليفودوبا/إنتاكابون في يونيو 2003.

## الأبحاث
يمكن أن يساعد في تقليل تغيُّر الاستجابة لأدوية باركنسون.

## روابط خارجية
- "مزيج كاربيدوبا مع إنتاكابون وليفودوبا". بوابة المعلومات الدوائية. المكتبة الوطنية الأمريكية للطب. مؤرشف من الأصل في 2022-08-02.
- "معلومات عن مركب كاربيدوبا/ليفودوبا/إنتاكابون (المسوق تجاريًّا باسم Stalevo)". إدارة الغذاء والدواء الأمريكية. 9 أغسطس 2022. مؤرشف من الأصل في 2022-11-04.